# یونیون (آیووا)
یونیون (به انگلیسی: Union) شهری در ایالت آیووا کشور ایالات متحده آمریکا است که جمعیت آن در سرشماری سال ۲۰۱۰ میلادی، ۳۹۷ نفر بوده‌است.